# Ordre du Mérite militaire chérifien

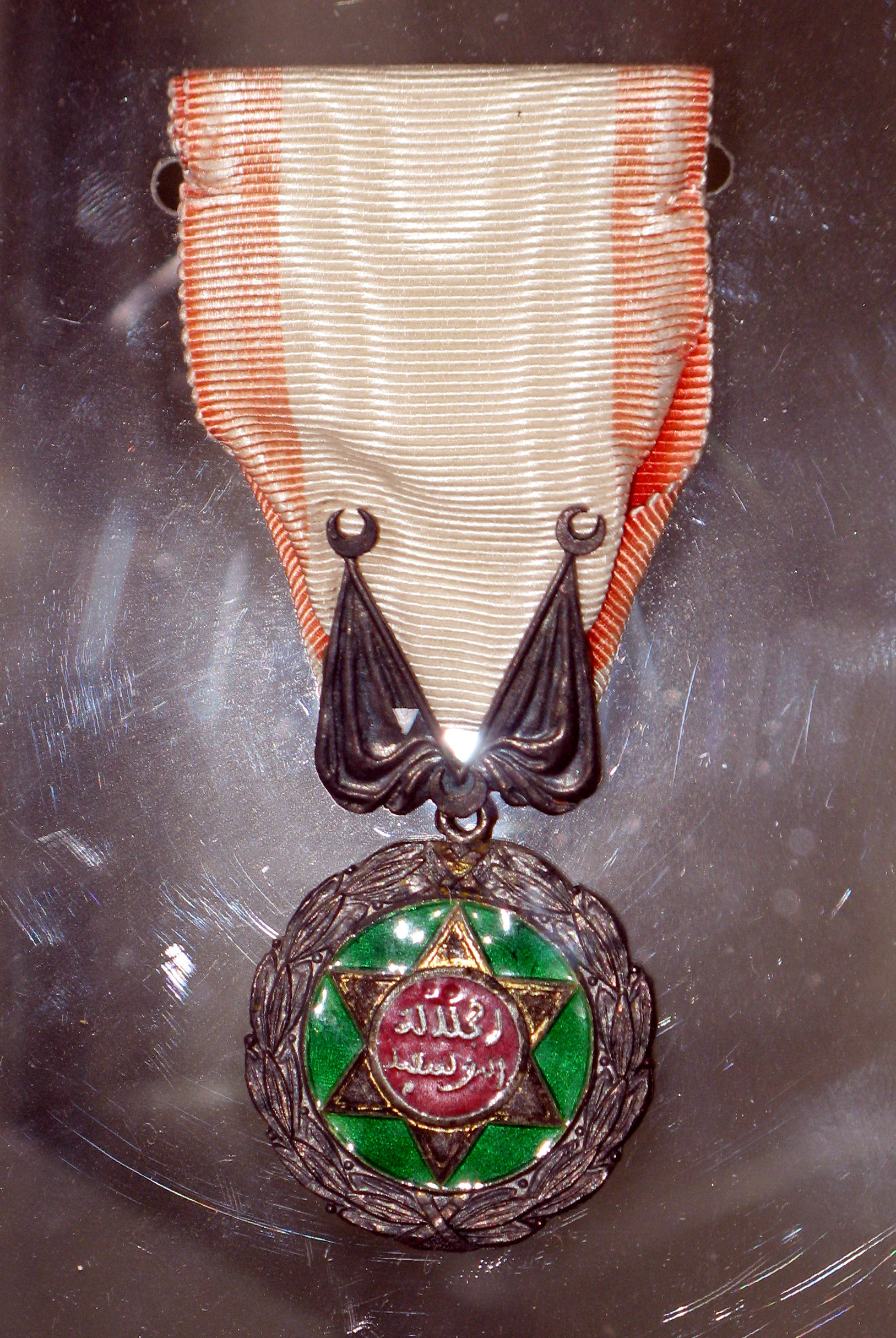
Insigne de l'ordre du mérite militaire chérifien.

Le Mérite militaire chérifien est une décoration rare. Ordre à classe unique (et non médaille), elle fut la plus haute distinction chérifienne selon les uns, la récompense du soldat marocain selon les autres.
L'Ordre du Mérite militaire chérifien a été créé en 1910 par le sultan Moulay Hafid.
Parmi les récipiendaires, on peut citer le général Texier,  le général Méric, le général Catroux, le général Giraud et les maréchaux Lyautey , Juin, de Lattre de Tassigny, mais aussi le général américain Patton.

## Insignes
L’ordre du Ouissam alaouite chérifien comporte cinq classes et une médaille de satisfaction:
- Première classe (Grand cordon): cette classe ne peut compter, en outre des membres de la famille chérifienne, que vingt-cinq titulaires seulement.
- Deuxième classe (Grand officier): cinquante titulaires..
- Troisième classe (Commandeur) cent cinquante titulaires,
- Quatrième classe (Officier): mille cinq cents titulaires,
- Cinquième classe (Chevalier): trois mille titulaires.
- Médaille de satisfaction; cinq mille titulaires.

## Titulaires
1945
- Pierre Kœnig[4]
- André Dody
- Philippe Leclerc de Hauteclocque

1955
- École interarmes de Coëtquidan[5]